# Xã Lee, Quận Brown, Illinois
Xã Lee (tiếng Anh: Lee Township) là một xã thuộc quận Brown, tiểu bang Illinois, Hoa Kỳ. Năm 2010, dân số của xã này là 326 người.